# Гатчинское шоссе (Пушкин)
Га́тчинское шоссе́ — шоссе в городе Пушкине (Пушкинский район Санкт-Петербурга). Проходит от Красносельского шоссе и Сапёрной улицы до границы с Ленинградской областью у деревни Бугры.

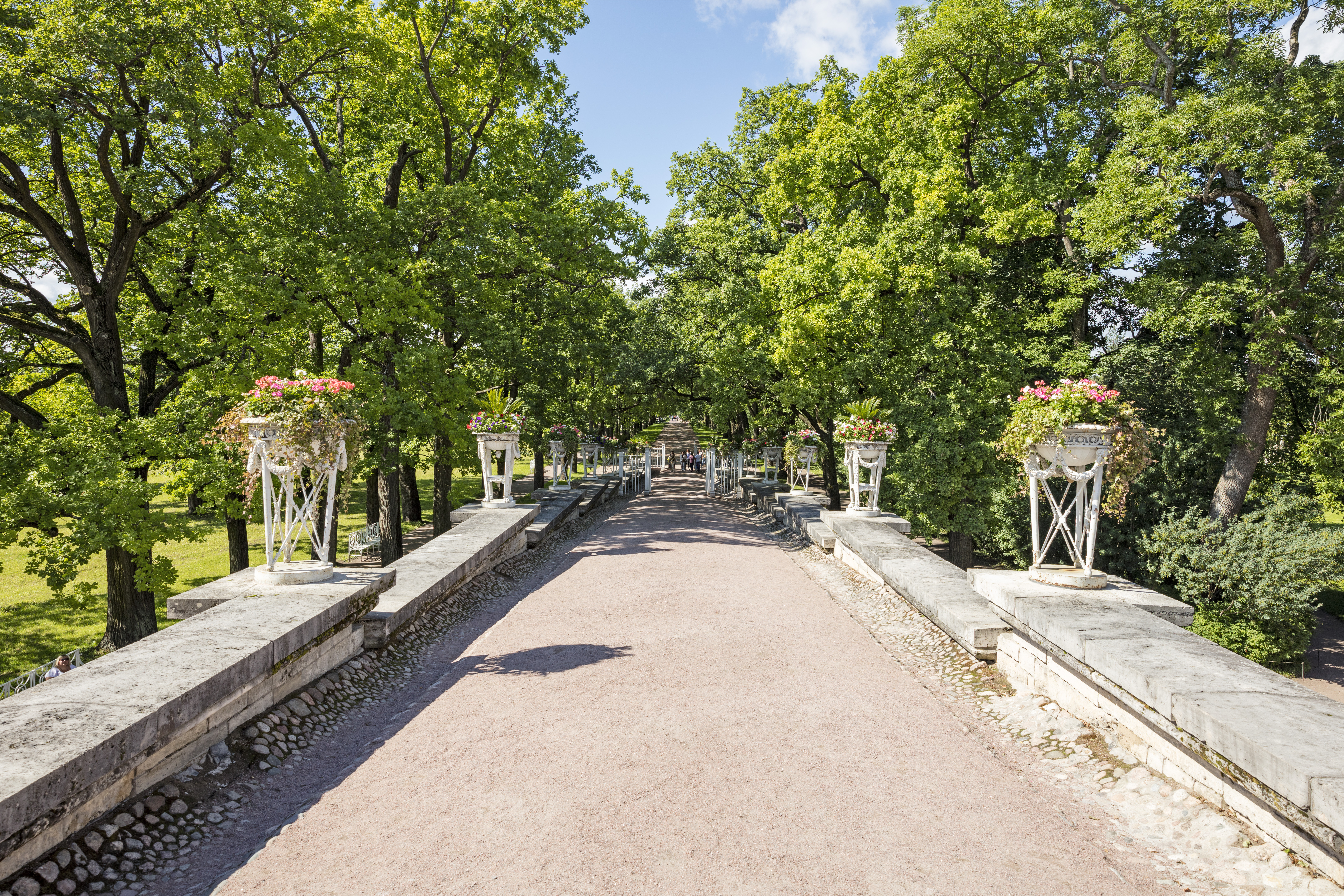
Пандус висячего сада Камероновой галереи — историческое начало Гатчинского шоссе

«Гатчинскую перспективу» (Гатчинскую дорогу) проложили в 1766—1769 годах в одноимённую мызу — Гатчино (ныне Гатчина), подаренную в 1765 году Екатериной II её фавориту Г. Г. Орлову, по указу императрицы от 20 августа 1766 года об «Устройстве прямого проспекта от Царского Села в Гатчину». Первые 900 м дорога проходила по территории Екатерининского парка от пандуса висячего сада Камероновой галереи (сохранилась в виде аллеи). В 1772—1774 годах по проекту архитектора В. И. Неелова и инженера И. К. Герарда на трассе дороге возведен мост-плотина (Виттолов мост) через Виттоловский канал. В 1777—1778 годах по проекту Антонио Ринальди на границе с парком на трассе дороги были сооружены Гатчинские (Орловские) ворота.
Название Гатчинское шоссе появилось в XIX веке, поскольку шоссе вело из Царского Села в Гатчину (в Гатчине продолжается Пушкинским шоссе и заканчивается перекрестком с проспектом 25 Октября, Красносельским и Ленинградским шоссе).
В 1930-х годах начальный участок Гатчинского шоссе от Парковой улицы до Сапёрной был передан в состав Красносельского шоссе.
В 1950-х годах 3,6 км Гатчинского шоссе были включены в территорию военного аэродрома Пушкин. Из-за этого шоссе является разорванным до сего дня.

## Достопримечательности
Вдоль четной стороны Гатчинского шоссе (чуть за Старинную улицу Кондакопшина) проходит Орловский водовод — памятник федерального значения, построенный в 1901—1904 годах строителем И. П. Калининым.